# カルス・ドッグ
カルス・ドッグ（英：Kars Dog）とは、トルコのカルス原産の護畜用犬種である。別名はターキッシュ・シェパード・ドッグ（英：Turkish Shephrd Dog）、ワン・ドッグ（英：Van Dog）。極めて希少な犬種である。

## 歴史
古くから存在する辺地の作業犬で、コーカシアン・シェパード・ドッグやヴィハンとは親せき関係にある。しかし、生い立ちや来歴はほとんどが謎に包まれていて、原産地以外にはほとんど伝わっていない。
主に護畜犬として使われていて、羊を狼や泥棒から守る役目を果たしていた。同じくトルコ原産の護畜用犬種であるアクバシュのように護畜犬としての訓練は特に無い。しかし、仔犬の時から羊と共に育てることによって愛着を湧かせ、何かあったら絶対に仲間（羊）を守るという意識を身につけさせる教育が行われる。普段は大人しい性格だが、これにより羊に危機が迫ったと感じた時には命を捨てて勇敢に戦うことが出来た。また、副業として主人の家の見張りをしたり、夏季にはコートを刈り取って羊の毛と混ぜ、衣服を作るのに使われていた。
純粋な作業犬で、FCIへの公認登録への申請は行われていない。ペットやショードッグとして使われることは無く、ほぼ全ての個体が現在でもトルコ国内で飼育されている。他地域への流出は極めて稀である。

## 特徴
ラフ・コリーに似た体型をしていて、体は筋骨隆々で力が強い。マズルは短く太く、脚は長く太い。耳は垂れ耳、尾はふさふさした垂れ尾。目と鼻の色は黒い。コートは厚いロングコートで、雨風や獣の牙を防ぐ鎧の役割を果たす。また、保温・断熱効果が非常に高い。毛色はブロンズやシルバー、ブラックなどとホワイトの組み合わせなど。大型犬サイズで、性格は忠実で大人しいが、警戒心が強い。時に独立心と攻撃性が強まることがあり、初心者には飼育が難しい。根気強い訓練を行い、沢山運動させなければ飼育が不可能な犬種でもある。